# 20th Century Piano Genius
20th Century Piano Genius ist ein Jazzalbum von Art Tatum, das am 16. April 1950 und am 3. Juli 1955 in Beverly Hills, Los Angeles als Privatmitschnitt entstand. Es erschien erstmals 1986 als Doppelalbum bei EmArcy Records und wurde in um 12 bislang unveröffentlichte Titel erweiterter Form als Compact Disc bei Verve Records wiederveröffentlicht.

## Das Album
Die meisten der von Art Tatum auf diesem Album eingespielten Titel wurden 1950 bei einer Party im Wohnsitz von Ray Heindorf ausgenommen. Heindorf, der in dieser Zeit als musikalischer Direktor und Filmkomponist bei Warner Bros. arbeitete, war ein Freund und Bewunderer des Pianisten. Heindorf hatte zuhause ein ausgezeichnetes Audioequipment. Insgesamt veranstaltete er 1950 und 1955 zwei Piano-Auftritte Tatums für seine Freunde in seinem Haus in Hollywood. In diesem Zeitraum (1952–1955) hatte der Pianist aus gesundheitlichen Gründen keine öffentlichen Konzerte gegeben; Art Tatum starb 1956. Nach Ansicht des Tatum-Biografen James Lester war Tatum auch bei seinem zweiten (und letzten) Auftritt bei Reindorf in guter Verfassung. Heindorf schnitt diese Privatkonzerte mit, komplett mit den Hintergrundgeräuschen und -Gesprächen von Tatum und den anwesenden Personen.
Tatum spielte vor allem ein Programm aus bekannten Jazzstandards, wie Tenderly, Over the Rainbow, In a Sentimental Mood und Begin the Beguine; Teilweise ging er auch bruchlos von einem Song in den nächsten über, wie 1955 in Tea for Two und Honeysuckle Rose.

## Titelliste

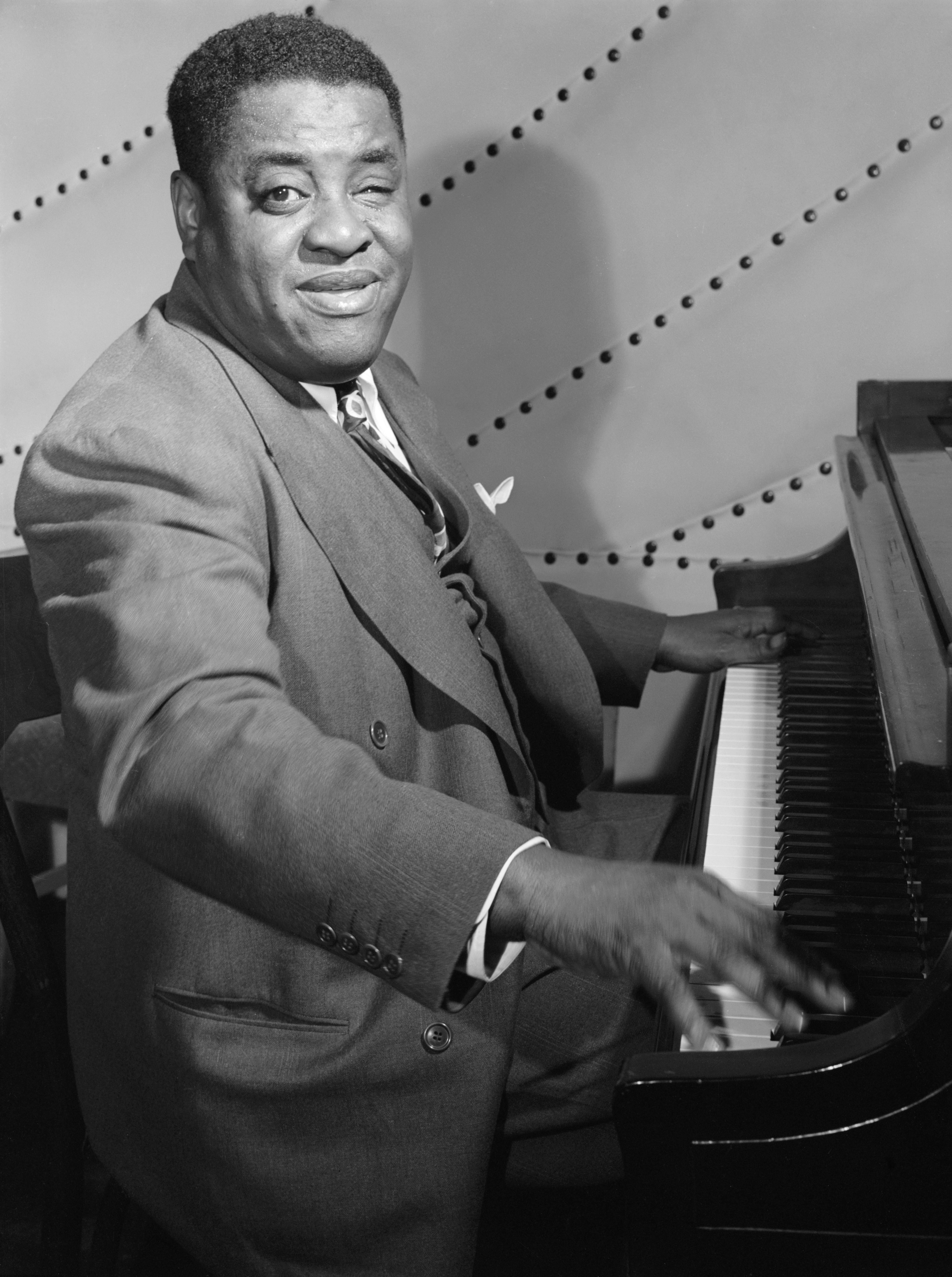
Art Tatum (Vogue Room, NYC, 1948)
Fotografie von William P. Gottlieb.

- Art Tatum: 20th Century Piano Genius (EmArcy 826-129-1, Verve Records – 531 763-2)

CD 1
1. Just Like a Butterfly (That’s Caught in the Rain) (Mort Dixon/Harry Woods) 2:41
2. Tenderly (Walter Gross/Jack Lawrence) 4:06
3. I Cover the Waterfront (John W. Green/Edward Heyman) 4:15
4. Body and Soul (John W. Green, Frank Eyton) 3:35
5. Someone to Watch Over Me (George Gershwin) 3:13
6. In a Sentimental Mood (Duke Ellington/Manny Kurtz) 3:18
7. Yesterdays (Jerome Kern/Otto Harbach) 3:11
8. Willow Weeps for Me (Ann Ronell) 3:44
9. Wrap Your Troubles in Dreams (Harry Barris/Ted Koehler/Billy Moll) 3:13
10. Makin’ Whoopee (incomplete) (Walter Donaldson/Gus Kahn) 1:31
11. Memories of You (Andy Razaf/Eubie Blake) 3:56
12. September Song (Kurt Weill/Maxwell Anderson) 3:24
13. Begin the Beguine (Cole Porter) 2:59
14. I’ll Never Be the Same (Matty Malneck/Frank Signorelli/Gus Kahn) 2:48
15. Over the Rainbow (Harold Arlen/E. Y. Harburg) 3:10
16. Love for Sale (Porter) 2:52
17. My Heart Stood Still (Richard Rodgers/Lorenz Hart) 4:31
18. Sweet Lorraine (Cliff Burwell/Mitchell Parish) 3:45
19. Louise (incomplete) (Leo Robin/Richard A. Whiting) 3:43

CD 2
1. Don’t Blame Me (Jimmy McHugh/Dorothy Fields) 3:31
2. There Will Never Be Another You (Harry Warren/Mack Gordon) 3:40
3. Without a Song (Vincent Youmans/Billy Rose/Edward Eliscu) 2:35
4. Moon Song (Sam Coslow/Arthur Johnston) 3:51
5. You Took Advantage of Me (Rodgers und Hart) 3:30
6. Little Man, You’ve Had a Busy Day (Al Hoffman/Maurice Sigler/Mabel Wayne) 4:44
7. Danny Boy (Frederic Weatherly) 3:16
8. Some Other Spring (Arthur Herzog Jr./Irene Kitchings) 3:37
9. Love for Sale (Porter) 2:44
10. Mighty Like a Rose (Frank Lebby Stanton/Ethelbert Nevin) 4:50
11. Sweet Lorraine (Cliff Burwell/Mitchell Parish) 2:35
12. Someone to Watch Over Me (Gershwin) 4:01
13. Mine (Gershwin/Gershwin) 3:56
14. Too Marvelous for Words (Richard Whiting/Johnny Mercer) 2:34
15. Jitterbug Waltz (Fats Waller/Richard Maltby Jr.) 4:07
16. Mr. Freddie Blues (Pete Johnson) 3:09
17. Body and Soul (Lied)|Body and Soul (Green, Eyton) 3:43
18. Yesterdays (Jerome Kern/Otto Harbach) 3:37
19. Tea for Two/Honeysuckle Rose (Vincent Youmans/Irving Caesar – Waller/Razaaf) 4:10
20. Would You Like to Take a Walk?/After You’ve Gone (Harry Warren/Mort Dixon/Billy Rose – Turner Layton/Henry Creamer) 5:10

## Rezeption und Wirkung
Amiri Baraka hebt besonders Tatums Interpretation der Titel Begin the Beguine, Some to Watch Over me, Body and Soul, Love for Sale und Too Marvelous for Words hervor und bezeichnet Tatums Spiel auf Heindorfs Partys als „großartige amerikanische Musik, bereichert durch die Vollständigkeit und das Bewusstsein eines spezifischen pan-amerikanischen und afroamerikanischen Ausdrucks, verwandelt in High Art.“
Nach Ansicht von Michael Ullman enthalte jeder Titel dieser Mitschnitte „Passagen, die sich kein anderer Pianist hätte ausdenken oder gar imitieren können“; Für Martin Williams sei so bezwingend, weil Tatum genau weiß, was er zu tun hat oder was im Jazz mit den aus Europa stammenden Harmoniesystemen zu entdecken ist. Too Marvelous for Words sei „die großartigste Einzeldarbietung Tatums, die wir glücklicherweise haben“.
In den Liner Notes des Albums von James Lester ist auch die Aufzeichnung einer Diskussion von drei Pianisten wiedergegeben, Hank Jones, Adam Makowicz und Lou Stein. Dort erinnert sich Hank Jones daran wie er erstmals Tatum im Radio hörte und dachte es sei a trick to make people believe that one man is playing this piano when I know that at least three people are playing it. Auch der klassisch geschulte Makowicz war von seinem ersten Tatum-Hörerlebnis überrascht: It's hard to describe in words, but it was like music from heaven, angels’ music. Selbst in seinen entspanntesten Augenblicken dieser Aufnahmen lasse einen Tatum niemals vergessen, dass er ein Virtuose war, nicht einmal in Mr. Freddie Blues.
Richard Cook und Brian Morton zeichnen die Heindorf-Mitschnitte in ihrem Penguin Guide to Jazz on CD mit der Höchstnote von vier Sternen aus; nach Ansicht der Autoren sei die Klangqualität besser als bei Tatums regulären Sessions dieser Zeit. Spielerisch habe der Pianist nichts von seiner Kraft verloren; man höre die Präzision und Genauigkeit von Tatums Läufen, sein sprunghaftes Tasten und Talent aus dem Stegreif zu spielen. Man könne etwa in Yesterdays erleben, wie er denkt, erschafft und sich so rasch fortbewegt, dass man den unglaublichen Ruhm verstehen könne, den ihn umgebe. Mit seiner Ungezwungenheit sei das Album „kein schlechter Ort, anzufangen, Tatum zu hören.“
Auch Stanley Dance lobte in seiner Besprechung des Albums in JazzTimes die hohe Klangqualität des Mitschnitts trotz der gelegentlichen Partygeräusche. Man erlebe über zwei Stunden von Tatums Solospiel auf einem guten Flügel. In seinem vor allem aus Standards bestehenden Programm sei es ein Vergnügen zu erleben, wie oft die Melodien der Komponisten sich singend herausbilden, inmitten der bemerkenswerten Harmonien und glänzenden Läufe.
Auch Scott Yanow findet, dass Tatum in den Mitschnitten in guter Form sei; das Album sei durch und durch höchst unterhaltsam und fesselnder Set von Standards, darunter einige bemerkenswerte Momente.
Das Billboard-Magazin nannte 20th Century Genius ein challenging album for both artist and listener, and one that sacrifices airplay in the name of artistic exploration.